# Тинен
Тинен (хол. Tienen) је општина у Белгији у региону Фландрија у покрајини Фламански Брабант. Према процени из 2007. у општини је живело 32.083 становника.

## Становништво
Према процени, у општини је 1. јануара 2015. живело 33.950 становника.
| 1984.  | 2000.  | 2010. | 2015. |
| ------ | ------ | ----- | ----- |
| 32.299 | 31.479 | 32681 | 33950 |